# Makk Péter
Makk Péter (Budapest, 2001. október 20. –) korosztályos magyar válogatott teniszező, korosztályos magyar bajnok, junior Davis-kupa-játékos és felnőtt magyar bajnok párosban és egyéniben.

## Életpályája
Kilencéves korában kezdett teniszezni, hosszabb ideig Morvai Árpád és Balázs Attila felügyelete alatt az Építők-Apollo színeiben. Jelenleg (2019) a GYAC játékosaként a Nemzeti Edzésközpontban készül Palágyi Miklóssal.
A magyar válogatott juniorcsapatának U14-es, U16-os és U18-as korosztályban is tagja volt. 
2017-ben U16-os világbajnoki 7. helyezést ért el csapatban. 
2019-ben részt vett az U18-as svájci Európa-Bajnokságon. Ugyanebben az évben csapatban az 5. helyen végeztek.
ITF junior szereplése előtt Tennis Europe-versenyeken indult, itt 2017-ben Európában a 4. helyen jegyzett junior korú játékos volt, korosztálya rendszeres Masters-verseny-résztvevője. Legmagasabb junior helyezése a junior világranglistán a 22. hely (2019. augusztus 26.). Junior évei során ITF-versenyeken hat egyéni és öt páros tornagyőzelmet jegyzett.
2019-ben részt vett mind a négy junior Grand Slamen, a Roland Garroson a selejtezőből indulva a 8 közé jutásért az első helyen kiemelt Lorenzo Musettit búcsúztatta. A negyeddöntőben esett ki, miután a Musetti-mérkőzés után másfél órával ismét pályára kellett lépnie esőnap miatt. Az US Openen a későbbi győztes Jonas Forejtek búcsúztatta a harmadik szettben.
2019 februárjában fedett pályás páros felnőtt bajnok Marozsán Fábián oldalán, illetve  ezüstérmes egyéniben. 2019 szeptemberében juniorként és még kiskorúként egyéniben is felnőtt országos bajnok. Ezzel elhódította a Gulyás Istvánról elnevezett vándorkupát is. Ezzel a győzelmével Noszály Sándor (1989) és Piros Zsombor (2017) után ő a harmadik játékos Magyarországon, aki juniorként felnőtt bajnoki címet tudott szerezni. A US Open után nem indult  többet junior versenyen.
A 2020-ban a koronavírus-járvány miatt számos külföldi versenyét törölték, ezért főleg hazai versenyeken indult. A GYAC csapatával Szuperliga-győztes lett. Az év végén részt vett az ország hat legjobb teniszjátékosának rendezett meghívásos győri Home by Somogyi Tennis Masters versenyen, amelyen a mezőny legfiatalabbjaként a 4. helyet szerezte meg.
2022-ben immár harmadik alkalommal hódította el a GYAC csapatával a szuperliga győzelmet, míg 2023-ban ezüstérmet ünnepelhettek.
2025-ben a Dél-kaliforniai Egyetem senior játékosaként kiérdemelte az All-American Status-t miután az utolsó évében a 18. helyen végzett az ITA ranglistáján.

## Tanulmányai
A Csanádi Árpád Sportiskolában érettségizett. 2021. őszétől a Los Angeles-i Dél-kaliforniai Egyetem (angolul: University of Southern California) hallgatója, valamint itt készült a versenyekre. Tanulmányi-és sportteljesítménye miatt 2022/2023-as tanévre díjazásban részesült.
2025-ben diplomázott a Dél-kaliforniai Egyetemen. Tanulmányi eredményéért átvehette a Willis O. Hunter díjat, amelyet az adott évben legjobb tanulmányi eredménnyel végző sportolónak adnak át az egyetemen. 

## Díjai, elismerései
- Magyarország jó tanulója, jó sportolója: 2014[18]

- Willis O. Hunter Award 2025: a legjobb tanulmányi átlaggal végzett sportoló a Dél-kaliforniai Egyetemen[19]